# Live in Milan
Live in Milan is de 38e in een reeks livealbums van de Britse groep King Crimson. Het is opgenomen in Milaan in 2003 in het Smeraldo Theater. Het optreden maakte deel uit van hun promotietournee voor hun muziekalbum The Power To Believe. Het is buiten EleKtriK om het eerste livealbum dat aan dat muziekalbum is gewijd.
Er was tijdens die tournee een discussie gaande of het verstandig was muziek uit vorige samenstellingen van de band te spelen. Elephant Talk en Red zouden in het verleden beter uitgevoerd zijn dan tijdens deze tournee. Fripp antwoordde daarop, dat KC er niet aan ontkomt soms ook nog oud werk te spelen om ook de vroege fans te bedienen. De concerten uit die reeks begonnen met een lange soundscape van Fripp solo. De meeste fans van KC kennen dat solowerk van Fripp echter niet en herkennen het dus niet als bedoeld voor het concert, maar meer als ambient-achtergrondmuziek.

## Geschiedenis en bezetting
- Adrian Belew – gitaar, zang
- Robert Fripp – gitaar, soundscapes
- Trey Gunn – Warr gitaar
- Pat Mastelotto – slagwerk.

## Composities

### CD 1
1. Introductory Soundscape (25 minuten) overlopend in
2. The power to believe I
3. Level Five
4. ProzaKc blues
5. The construKction of light
6. Facts of life
7. EleKtriK
8. The power to believe II
9. Dinosaur

### CD 2
1. One time
2. Happy with what you have to be happy with
3. Dangerous curves
4. Lark´s tongue in Aspic IV
5. The power to believe III
6. Elephant talk
7. Red

Jaren 60: mei, juni 1969; Marquee Londen · 5 juli 1969; Hyde Park Londen · 21/22 november 1969; San Francisco
Jaren 70: 11 mei 1971; Plymouth · 10 augustus 1971; Marquee Londen · 16 oktober 1971; Brighton · 13 december 1971; Detroit · 26 februari 1972: Jacksonville · 27 februari 1972;Orlando · 12 maart 1972; Denver radio · 13 maart 1972; Denver live · 27 maart 1972; Boston · 13 oktober 1972; Frankfurt am Main · 17 oktober 1972; Bremen · 13 november 1972; Guildford · 15 november 1973; Zürich · 29 maart 1974; Heidelberg · 30 maart 1974; Mainz · 1 april 1974: Kassel · 24 juni 1974, Toronto· 1 juli 1974, New York
Jaren 80: 30 april 1981; Bath · 30 juli 1982; Philadelphia · 2 augustus 1982; New York · 13 augustus 1982; Berkeley · 25 augustus 1982; Cap D’Agde · 29 september 1982; München · 17-30 januari 1983; studiowerk · mei-november 1983
Jaren 90: VROOOM sessies;april/mei 1994; studio · 1 juli 1995; Wiltern · 20-25 november 1995; Broadway · 29 november 1995; Chicago · 26 augustus 1996; 2e maal Philadelphia · mei 1997; Nashville studio · 1-4 december 1997 (P1) · 4 juni 1998; Chicago (P2) · 1 juli 1998; Northampton (P2) · 1 november 1998; San Francisco (P4) · 25 maart 1999; Austin (P3)
Jaren vanaf 2000: 11 juni 2000; Warschau · 9/10 november 2001; Nashville live · 3 maart 2003: Alexandria (P3) · april 2003 · najaar 2003; Japan · 20 juni 2003; Milaan · 16 november 2003; New Haven ·  28 juni 2017; Chicago